# Volley 2000 Spezzano 2002-2003
Questa voce raccoglie le informazioni riguardanti il Volley 2000 Spezzano nelle competizioni ufficiali della stagione 2002-2003.

## Organigramma societario
Area direttiva
- Presidente: Walter Magnani

Area tecnica
- Allenatore: Giovanni Caprara
- Allenatore in seconda: Mauro Masacci
- Scout man: Carmelo Borruto

Area sanitaria
- Medico: Marco Scacchetti
- Fisioterapista: Davide Palmieri, Antonella Vassallo
- Preparatore atletico:

## Rosa
| N° | Nome                | Ruolo | Data di nascita   | Nazionalità sportiva |
| -- | ------------------- | ----- | ----------------- | -------------------- |
| 1  | Natal'ja Alimova    | C     | 9 dicembre 1978   | Russia               |
| 3  | Consuelo Mangifesta | S     | 3 luglio 1968     | Italia               |
| 5  | Andrjana Mitrović   | S     | 10 settembre 1977 | Serbia e Montenegro  |
| 6  | Luciana Merlotti    | P     | 24 aprile 1976    | Italia               |
| 7  | Tat'jana Men'šova   | S     | 13 gennaio 1970   | Kazakistan           |
| 8  | Kinga Maculewicz    | C     | 25 maggio 1978    | Francia              |
| 9  | Wanna Burkaew       | L     | 1º febbraio 1981  | Thailandia           |
| 10 | Valentina Borrelli  | S     | 30 ottobre 1978   | Italia               |
| 12 | Francesca Vannini   | P     | 29 maggio 1973    | Italia               |
| 14 | Veronica Minati     | O     | 9 maggio 1983     | Italia               |
| 15 | Simona Norato       | C     | 6 dicembre 1976   | Italia               |